# Amherstieae
Tribu
Synonymes
- Cynometreae Benth. (1840)
- Phyllocarpeae Britton & Rose (1930)
- Brachystegioideae Hutch. (1964)
- Macrolobieae Breteler (1995)

Les Amherstieae sont une tribu de plantes à fleurs de la famille des Fabaceae. 

## Liste des genres
- Amherstia Wall.
- Annea Mackinder & Wieringa[1]
- Anthonotha P. Beauv.
- Aphanocalyx Oliver
- Berlinia Sol. ex Hook. f.
- Bikinia Wieringa
- Brachycylix (Harms) R.S. Cowan
- Brachystegia Benth.
- Brownea Jacq.
- Browneopsis Huber
- Crudia Schreb.
- Cryptosepalum Benth.
- Cynometra L.
- Dicymbe Spruce ex Benth. & Hook. f.
- Didelotia Baill.
- Ecuadendron D.A. Neill
- Elizabetha Schomb. ex Benth.
- EnglerodendronHarms
- Gabonius Wieringa & Mackinder[2]
- Gilbertiodendron J. Léonard
- Heterostemon Desf.
- Humboldtia Vahl
- Hymenostegia (Benth.) Harms
- Icuria Wieringa
- Isoberlinia Craib & Stapf ex Holland
- Isomacrolobium Aubrév. & Pellegr.[3]
- Julbernardia Pellegr.
- Lebruniodendron J. Léonard
- Leonardoxa Aubrév.
- Librevillea Hoyle
- Loesenera Harms
- Macrolobium Schreb.
- Maniltoa Scheff.
- Michelsonia Hauman
- Micklethwaitia G.P. Lewis & Schrire
- Microberlinia A. Chev.
- Neochevalierodendron J. Léonard
- Normandiodendron J. Léonard
- Oddoniodendron De Wild.
- Paloue Aubl.
- Paloveopsis R.S. Cowan
- Paramacrolobium J.Léonard
- Plagiosiphon Harms
- Polystemonanthus Harms
- Pseudomacrolobium Hauman
- Scorodophloeus Harms
- Talbotiella Baker f.
- Tamarindus L.
- Tetraberlinia (Harms) Hauman
- Zenkerella Taub.

## Publication originale
- Bentham, G. 1840. Journal of Botany, being a second series of the Botanical Miscellany 2: 73.